# علم الطحالب
الطحالب (بالإنجليزية: Phycology)‏ هي كائنات حية شبيهة بالنبات. وتنتمي إلى مملكة الطلائعيات. معظم أنواع الطحالب تقريباً أحادية الخلية، لكن بعضها كبير الحجم وعديد الخلايا تختلف الطحالب عن الأوليات من حيث أنها ذاتية التغذية. وتشكل الشعب السبع للطحالب مثالاً واضحاً للتنوع.

## الخصائص
الطحالب مجموعة متنوعة من النباتات بسيطة التركيب. معظمها وحيد الخلية، وبعضها عديد الخلايا كأعشاب البحر الكبيرة. والطحالب Algae كائنات ذاتية التغذية لديها بلاستيدات خضراء، وتنتج الكربوهيدرات عن طريق البناء الضوئي.
معظم الطحالب كائنات حية مائية تكون مزودة بأسواط في مرحلة معينة من دورة حياتها وغالبا ما تحتوي خلايها على عضيات تسمى بيرينويدات Pyrenids وهذه تقوم ببناء النشاء وتخزينه 818 بلي

## التركيب
يسمى جسم الطحلب ثالوس Thallus وتقسم الطحالب، تبعاً لقاعدة تراكيبها الجسمية إلى ستة أنواع هي:
""الطحالب الأحادية الخلية"" (بالإنجليزية: Unicellular algae)‏: وهي مكونة من خلية وحيدة تقوم بجميع الوظائف الحيوية تعيش معظم هذه الطحالب في الماء، وتكون العوالق النباتية (بالإنجليزية: Phytoplankton)‏. التي تقوم بالتمثيل الضوئي، فتشكل مصدراً رئيساً للمواد الغذائية للكائنات الحية المائية وتطلق الأكسجين الجوي.و هي نوعان:-
1-ذاتية الحركة مسوطة.
2-عديمة الحركة غير مسوطة.
3-الكبير 7mody stayl
""الطحالب المستعمرية""(بالإنجليزية: Colonial algae)‏: وهي مثل فولفوكس وتتكون من مجموعات من الخلايا المتشابهة تعمل بطريقة تناسقية.و يمكن أن تكون :
1-ذاتية الحركة مسوطة:
حيث تكون كل خلايا المستعمرة مسوطة، وتتحرك المستعمرة بواسطة الحركة المتجمعة التي تحدثها الحركة مجتمعة.
2-عديمة الحركة غير مسوطة:
تكون الخلايا غير مسوطة.
""الطحالب الخيطية"" (بالإنجليزية: Filamentous algae)‏: وهي مثل السبيروجيرا والتي تتكون أجسامها من صفوف من الخلايا المتشابهة.و هذه الخلايا تنقسم في إتجاه واحد مكونة الخيط.و تنقسم إلى نوعين:
1-خيط بسيط(غير متفرع).
2-خيط متفرع.
""الطحالب الأنبوبية(مدمج خلوي)"" (بالإنجليزية: coenocytic algae)‏: وهي تشبه الطحالب الخيطية لكنها تفتقر إلى الحواجز المستعرضة.
""الطحالب غشائية التركيب""(بالإنجليزية: Membraneous algae)‏: تتكون من مجموعة من الخلايا، يتكون التركيب الغشائي نتيجة انقسام الخلايا في إتجاهين.مثال جنس ألفا Ulva.
""الطحالب برانكيمية التركيب""(بالإنجليزية: Parenchymatous algae)‏: يتكون التركيب البرانكيمي نتيجة انقسام الخلايا في ثلاثة إتجاهات.مثال جنس sargassum المسماة بالأعشاب البحرية.
ويمكن تقسيم الطحالب بطريقة أخرى حسب نوع الصبغة الموجودة بالجسم(اللون) إلى:
1. طحالب حمراءتحتوي علي صبغة الفيكوارثرين مثل البوليسيفونيا
2. طحالب بنية تحتوي علي صبغة الفيكوزانثيل مثل الفيوكس والسرجاسم
3. طحالب خضراء تحتوي علي اليخضور مثل الاسبيروجيرا والكلاميدوموناس

## التكاثر
حسب
1. نوع الكلوروفيل والصبغات
2. جدارها الخلوي
3. عدد الاسواط وموقعها
4. مكان معيشتها
5. التراكيب التكاثرية
6. نوع المادة الغذائية المخزنة فيها